# 和田康士朗
和田 康士朗（わだ こうしろう、1999年1月14日 - ）は、埼玉県東松山市出身のプロ野球選手（外野手）。左投左打。千葉ロッテマリーンズ所属。
高校野球未経験ながらNPBで盗塁王を獲得した異色の経歴の持ち主。

## 経歴

### プロ入り前
東松山市立市の川小学校1年生のころからドッジボールチームに入っていたが、そのチームの友達に誘われて野球の練習に行ったことを切っ掛けに、4年生のときに「市の川小スポーツ少年団」で軟式野球を始める。当初は投手だったもののコントロールが悪かったため、外野や一塁を守った。東松山市立北中学校在学時は軟式野球部でプレー。しかし、中学2年で股関節を負傷し、復帰後、地区選抜「比企フェニックス」に選出された際にも再度股関節の故障。周囲との実力差を感じて自信を失い、野球を断念する。埼玉県立小川高等学校では陸上部に入部し、走幅跳の選手となる。高校陸上部時代の走幅跳の自己ベストは1年時の9月に行われた埼玉県新人大会での6m45cmで県15位だった。また、当時の陸上部の先輩から走り方の指導を受けフォームを見直したことで、走力が一気に増したという。
高校1年の夏、山村国際高等学校に進んで1年目から野球部のベンチ入りを果たした小・中学時代のチームメイトである友人を応援するために、テレビの高校野球中継を見ていると、そこに映る真剣に野球と向き合う友人の姿と、強豪校の花咲徳栄高等学校を打ち破った様子に感動を覚え、野球の再開を決断する。冬に陸上部を退部し、同校硬式野球部の部員数が少なかったことから、レベルの高さを求めて、父の仕事仲間がかつて所属していた硬式クラブチームの都幾川倶楽部硬式野球団に加入した。
クラブチームに所属はしたが、土日祝日のチーム活動日には欠かさず練習に参加していたものの、学校のある平日は特に自主練習もしない帰宅部状態であった。1年目は代打や代走で起用されていたが、2年目からは1番・中堅手として定着。全日本クラブ選手権予選にも出場した。従って高野連傘下にある高校野球の経験がない。クラブチーム時代のチームメイトによると、足の速さはあり、常に全力プレーをしていたものの、身体能力任せで野球のセオリーが分かっていない選手であり、和田に「プロ」を感じたことは一度もなかったという。

### BCリーグ・富山時代
高校卒業後はクラブチームに所属したまま大学への進学を予定していたが、前年に同クラブチームからベースボール・チャレンジ・リーグ（BCL）の武蔵ヒートベアーズに入団した横田宏道に影響を受けて独立リーグへの挑戦を視野に入れる。腕試しに四国アイランドリーグplus（四国IL）とBCLのトライアウトを受験したところ、BCLの富山GRNサンダーバーズ監督の吉岡雄二の目に留まり、同球団に入団。吉岡は和田のスイングのタイミングの取り方に魅力を感じ、更に俊足や、なにより年齢の若さに惹かれ、「体ができる20歳になった頃に、NPBに行ける可能性を秘めている原石」と確信していた。
高校ではクラブチームに所属しながらも平日は練習をしていない帰宅部であったことから、吉岡は和田にフルシーズンを戦い抜く体力があるかどうかを心配した。そのため、富山での2017年シーズンは当初、夏までは体作りに専念させ、3年程度でNPB入りを目指す長期的な計画を練られていた。しかし、和田が意外な順応性を見せたことで左翼手のレギュラーとして定着し、NPB入りを目指す計画が前倒しとなった。また、俊足ながらも盗塁を苦手としていたが、吉岡が盗塁のサインをとにかく出して無理矢理走らされる中で、和田は徐々に盗塁の感覚をつかんでいった。春先から千葉ロッテマリーンズの小林敦スカウトらから注目され、最終的にはNPB6球団から調査書が届いた。
2017年10月26日に行われたドラフト会議では、ロッテから育成1位指名を受け、11月19日に支度金300万円、年俸240万円で契約を結んだ。背番号は122。

### ロッテ時代

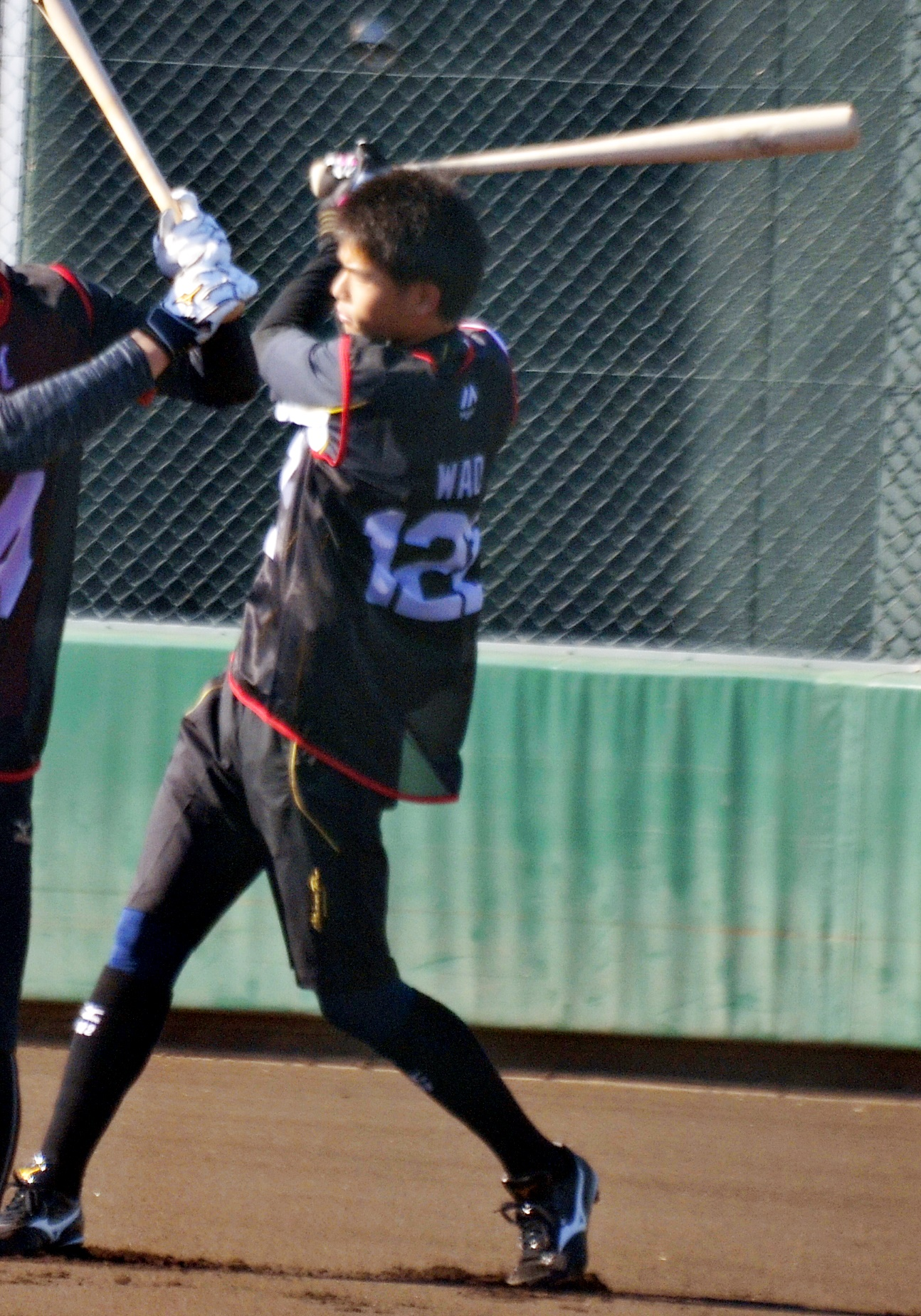
育成選手時代
（2018年1月14日、ロッテ浦和球場にて）

2018年は、3月24日のイースタン・リーグ・東京ヤクルトスワローズ戦で9回表に公式戦初安打となる本塁打を放った。しかし、本塁打はその1本のみで、94試合に出場しながら、打率.167、3打点、6盗塁の成績に終わる。盗塁死は7で、盗塁成功率が5割を下回っていた。
2019年も支配下登録されることなく、年間通して二軍で暮らしたが、選手兼任コーチの福浦和也指導の下で打撃フォームを矯正すると、9月は月間打率.346、3本塁打を記録。最終的に、103試合に出場して打率.264、6本塁打、20打点の打撃成績を残し、走塁ではリーグ2位タイとなる23盗塁を記録した。
2020年は、育成選手ながら春季キャンプから一軍に合流し、6月1日に支配下選手登録契約を結んだ。背番号は122から63に変更となった。6月の練習試合で8盗塁を決めるなど足でアピールし、自身初の開幕一軍を勝ち取ると、開幕戦である6月19日の福岡ソフトバンクホークス戦（福岡PayPayドーム）にて、1点を追う9回表無死の場面で角中勝也の代走として一軍初出場。二死になってから強肩として知られる甲斐拓也からプロ初盗塁を記録し、その後、一時同点となるホームを踏んだ。24日には初盗塁を記念したグッズの受注販売が開始された。同27日のオリックス・バファローズ戦（ZOZOマリンスタジアム）では、7回裏に清田育宏の代走として出場。二盗を決めると、9回裏には先頭打者としてプロ初打席に立ち、四球で出塁。再び二盗を決め、プロ入り後初めて1試合で2つの盗塁を決めた。その後も、試合終盤の代走要員として起用され続けてきたが、8月16日の北海道日本ハムファイターズ戦（ZOZOマリン）では、「1番・中堅手」でプロ入り初先発出場。第1打席でドリュー・バーヘイゲンからプロ初安打を記録すると、3打席連続安打でプロ初の猛打賞を記録。先頭打者として出塁し、次打者・中村奨吾への初球で二盗を成功させ、その中村の犠打で三塁進塁、その後本塁生還という展開を初回、3回、5回の3連続で繰り広げる3安打、3盗塁、3得点の活躍を見せ、決勝打を放った田村龍弘とともにヒーローインタビューを受けた。この試合ではチームメイトのマーティンも3盗塁を決めており、ロッテが1試合で6盗塁を決めたのは2006年10月1日の楽天戦（平下晃司、西岡剛、青野毅、根元俊一2、サブロー）以来14年ぶり、コンビで6盗塁達成は球団史上初の出来事であった。22日には初安打を記念したグッズの限定販売が開始された。同19日のソフトバンク戦（ZOZOマリン）では、四球で出塁した1回裏に、中村奨吾の中前単打で一気にホームに生還する驚きの走塁を見せた。8月は月間で11盗塁（盗塁死0）を決め、シーズン16盗塁となり、2位の西川遥輝に3個差をつけてリーグトップに立った。以降も登録抹消されずに一軍に帯同を続けたが、新型コロナウイルス陽性判定を受けた岩下大輝の濃厚接触者と特定されたことで、「感染拡大防止特例2020」により10月6日に登録を抹消された。同16日に一軍に復帰し、再び主に代走として出場を重ねたが、二塁走者との代走としての起用も増えたことで、10・11月の盗塁数は4に留まった。最終的に71試合に出場。うち、先発出場は14試合のみで、43試合が代走として、14試合が守備からの出場であり、打席数は69と少ないながらも、リーグ3位の23盗塁、盗塁成功率.885を記録した。しかし、打撃面では打率.203と苦しみ、翌年以降の課題とした。シーズンオフには580万円増の推定年俸1000万円でサインした。
2021年も代走や守備固めでの途中出場が中心となり、前年を上回る96試合に出場しながらも先発出場は僅か2試合で、打席に立つ機会が更に減少した。その起用法の中で前年を上回る24個の盗塁を決め、荻野貴司、西川遥輝（日本ハム）、源田壮亮（西武）の4人で盗塁王のタイトルを分け合った。球団での盗塁王は2006年の西岡剛以来15年ぶり。規定打席未満の盗塁王は2020年の周東佑京（ソフトバンク）以来12人目で、和田はわずか24打席しか立っておらず、2リーグ制以後の1966年に記録した山本公士（阪急）の158打席はおろか、1リーグ時代の1944年（全35試合）に記録した呉昌征（阪神）の93打席を大きく下回る最少打席数の盗塁王となった。なお、この盗塁王獲得によってBCL出身者では初のNPBタイトル獲得者となった。オフに、800万円増となる推定年俸1800万円で契約を更改した。
2022年も代走や守備固めでの途中出場が中心となり、シーズン通して69試合に出場。しかし、相手バッテリーのマークが厳しくなったことから盗塁の企図数は大きく減少し、成功は11個に留まり、失敗は前年より2個増えた7個となった。また、打撃成績も振るわず髙部瑛斗や山口航輝などの後塵を拝すこととなった。オフに、現状維持の推定年俸1800万円でサインした。
2023年は二軍で開幕を迎えた。打撃力向上を目指し、二軍戦では多くの打席に立つ機会を得た。打率.226、出塁率.274ながら、5月2日に一軍に昇格。昇格直後は先発出場していたものの、打撃が上向かず、例年通り途中出場という起用が主となる。数少ない先発起用の中で、7月28日の対ソフトバンク戦（PayPayドーム）では第1打席に大関友久から右翼への一軍公式戦初本塁打を記録している。最終的に80試合の出場でリーグ4位の20盗塁を記録したほか、自己最多の113打席に立ち、打率.265、3本塁打、9打点と打撃面で自己最高の成績を残した。シーズン終了後の10月30日には左肘関節鏡視下手術（クリーニング手術）を受けた。11月20日の契約更改交渉では700万円増の推定年俸2500万円でサインした。
2024年はオープン戦から低迷。後半戦は打率.362と打撃で結果こそ出たものの、シーズン全体では88試合の出場で打率.150と低迷した。盗塁も自己最低の11にとどまり、ほとんどが守備固めでの出場に終わった。
2025年は開幕一軍を勝ち取るも、12試合の出場で無安打、盗塁死1という成績で、4月28日に登録を抹消された。

## 選手としての特徴

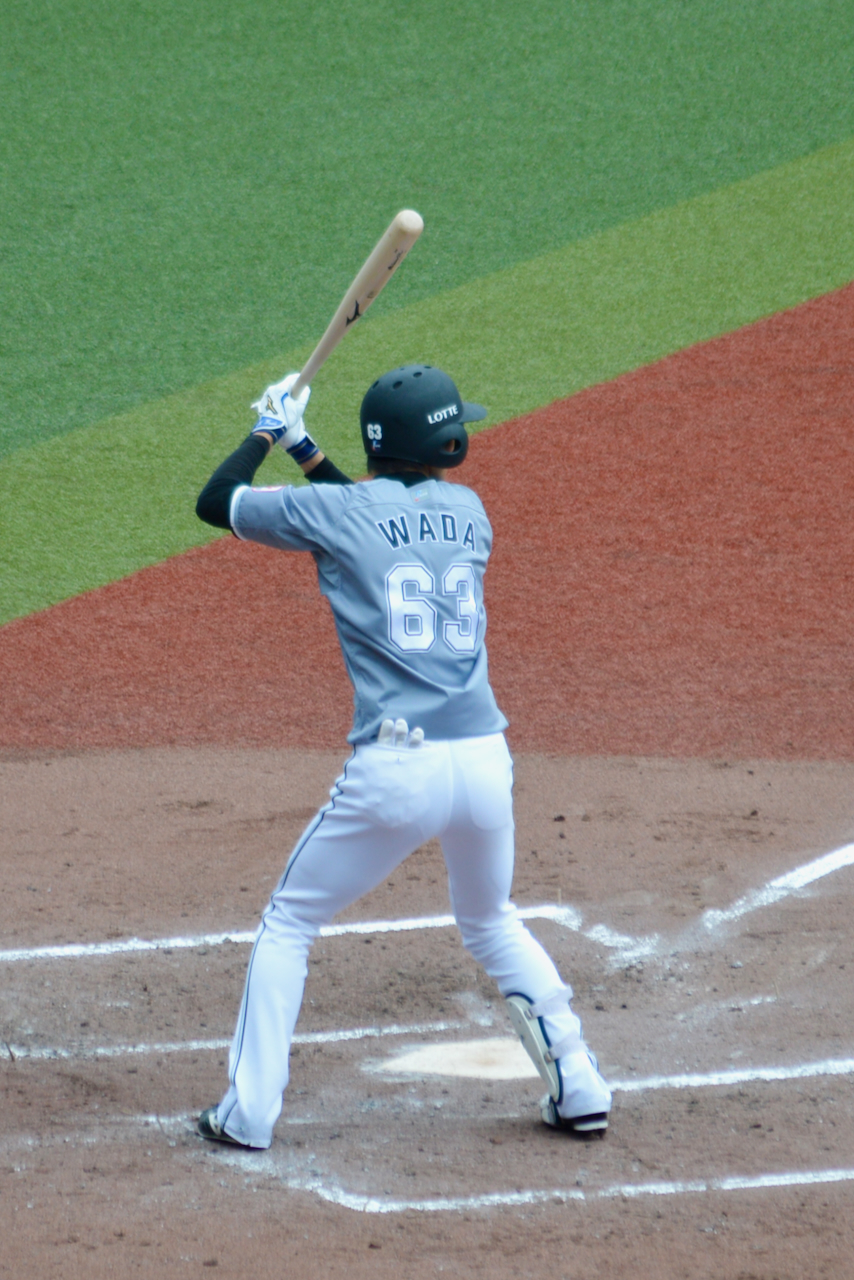
和田康士朗の打撃（2023/07/01　マリンスタジアム）

50メートル5秒8の俊足、遠投107メートルの強肩とフルスイングが持ち味。
富山時代は中軸を打っていたが、ロッテ入団後は足に磨きをかけ、2020年に支配下選手登録を勝ち取った際には「自分のアピールポイントは足だと思うので、まずは足でチームに貢献をしたいと思っています」とコメントしている。長身を生かした大きなストライドで軽やかに走り、躊躇がない走塁を見せる。ロッテOBの野球解説者・有藤通世からは、脚力だけでなくスライディングも非常に速く、通算盗塁数およびシーズン盗塁数の日本記録保持者である福本豊を思い出させると絶賛されている。早いカウントから盗塁を決めることが多く、2020年シーズンは23盗塁のうち21盗塁が、和田が盗塁を決めた際に打席に立っていた打者に投じられた球数が3球目以内に決めたものであった。
中堅手としての守備範囲も広い。
中学時代までは軟式野球のため、金属バットで硬式球を打った経験がない。そのため、木製バットへの順応が早まったと推測される。バットの重さは2022年までは850gであったが2023年からは臨時打撃コーチ・内田順三の勧めもあり1020gの重くて太いバットを使用している。重いバットを使う狙いは、体の余計な動きをなくし、バットを最短距離で出せるようにとの意味合いだとしている。

## 人物
目標とする選手は柳田悠岐で、富山時代にはYouTubeで柳田の打撃動画を見てフォームとスイングの参考にしていた。持ち味のフルスイングや、和田のニックネーム「和ギータ」も柳田に由来する。好きな選手は糸井嘉男。
北中学校1年次にプロサッカー選手の松本泰志とクラスメイトになり、以後親交が続く。互いのプロ入り後は、2020年現在、直接対面していないものの、電話やメールで細かくやり取りを続けている。入寮時には松本からの激励のサインが入った色紙を持ち込んでいる。和田が初めてスタメン出場した2020年8月16日の試合で、松本は初めて野球の試合を最初から最後まで見たという。
野球を再開するきっかけをつくった友人とはいまだに交流が続いており、2020年時点で大学野球に進んでいるその友人からは、和田がNPBの一軍でプレーできているのは「俺のおかげだぞ!」と笑いながら言われるという。
富山時代、ゲーム『アイドルマスター シンデレラガールズ』のテーマソング「お願い!シンデレラ」が応援歌に使われていた。
6人兄妹の4番目に生まれ、兄は陸上競技やバスケットボール、妹はソフトボールをプレー。父親は野球、母親はバスケットボールの経験者というスポーツ一家である。きょうだいで野球をやっていたのは康士朗のみで、父親によると家族の中でも別格の運動神経を持っていたという。

## 詳細情報

### 年度別打撃成績
| 年 度     | 球 団     | 試 合 | 打 席 | 打 数 | 得 点 | 安 打 | 二 塁 打 | 三 塁 打 | 本 塁 打 | 塁 打 | 打 点 | 盗 塁 | 盗 塁 死 | 犠 打 | 犠 飛 | 四 球 | 敬 遠 | 死 球 | 三 振 | 併 殺 打 | 打 率 | 出 塁 率 | 長 打 率 | O P S |
| --------- | --------- | ----- | ----- | ----- | ----- | ----- | -------- | -------- | -------- | ----- | ----- | ----- | -------- | ----- | ----- | ----- | ----- | ----- | ----- | -------- | ----- | -------- | -------- | ----- |
| 2020      | ロッテ    | 71    | 69    | 59    | 24    | 12    | 1        | 0        | 0        | 13    | 0     | 23    | 3        | 3     | 0     | 6     | 0     | 1     | 23    | 0        | .203  | .288     | .220     | .508  |
| 2021      | ロッテ    | 96    | 24    | 19    | 25    | 5     | 1        | 0        | 0        | 6     | 1     | 24    | 5        | 0     | 0     | 5     | 0     | 0     | 8     | 0        | .263  | .417     | .316     | .732  |
| 2022      | ロッテ    | 69    | 33    | 28    | 20    | 5     | 1        | 0        | 0        | 6     | 1     | 11    | 7        | 1     | 0     | 3     | 1     | 1     | 12    | 0        | .179  | .281     | .214     | .496  |
| 2023      | ロッテ    | 80    | 113   | 98    | 30    | 26    | 4        | 2        | 3        | 43    | 9     | 20    | 1        | 3     | 0     | 9     | 0     | 3     | 12    | 0        | .265  | .345     | .439     | .784  |
| 2024      | ロッテ    | 88    | 71    | 60    | 12    | 9     | 0        | 0        | 0        | 9     | 8     | 11    | 0        | 3     | 1     | 6     | 0     | 1     | 13    | 0        | .150  | .235     | .150     | .385  |
| 通算：5年 | 通算：5年 | 404   | 310   | 264   | 111   | 57    | 7        | 2        | 3        | 77    | 19    | 89    | 16       | 10    | 1     | 29    | 1     | 6     | 88    | 0        | .216  | .307     | .292     | .598  |

- 2024年度シーズン終了時
- 各年度の太字はリーグ最高

### 年度別守備成績
| 年 度 | 球 団  | 外野  | 外野  | 外野  | 外野  | 外野  | 外野     |
| 年 度 | 球 団  | 試 合 | 刺 殺 | 補 殺 | 失 策 | 併 殺 | 守 備 率 |
| ----- | ------ | ----- | ----- | ----- | ----- | ----- | -------- |
| 2020  | ロッテ | 49    | 53    | 2     | 0     | 1     | 1.000    |
| 2021  | ロッテ | 75    | 34    | 0     | 0     | 0     | 1.000    |
| 2022  | ロッテ | 41    | 33    | 0     | 0     | 0     | 1.000    |
| 2023  | ロッテ | 74    | 88    | 1     | 0     | 0     | 1.000    |
| 2024  | ロッテ | 72    | 70    | 1     | 1     | 1     | .986     |
| 通算  | 通算   | 311   | 278   | 4     | 1     | 2     | .997     |

- 2024年度シーズン終了時

### タイトル
- 盗塁王：1回（2021年） ※22歳シーズンでの受賞は山口政信、吉田義男、西岡剛（いずれも21歳シーズン）に次ぐ年少記録

### 記録
初記録
- 初出場：2020年6月19日、対福岡ソフトバンクホークス1回戦（福岡PayPayドーム）、9回表に角中勝也の代走で出場
- 初盗塁：同上、9回表に二盗（投手：森唯斗、捕手：甲斐拓也）
- 初打席：2020年6月27日、対オリックス・バファローズ5回戦（ZOZOマリンスタジアム）、9回裏にブランドン・ディクソンから四球
- 初先発出場：2020年8月16日、対北海道日本ハムファイターズ12回戦（ZOZOマリンスタジアム）、1番・中堅手で先発出場
- 初安打：同上、1回裏にドリュー・バーヘイゲンから中前安打
- 初打点：2021年6月27日、対北海道日本ハムファイターズ8回戦（静岡県草薙総合運動場硬式野球場）、9回表に秋吉亮から右越適時二塁打
- 初本塁打：2023年7月29日、対福岡ソフトバンクホークス15回戦（福岡PayPayドーム）、3回表に大関友久から右越ソロ[61]

### 独立リーグでの打撃成績
| 年 度     | 球 団     | 試 合 | 打 数 | 得 点 | 安 打 | 二 塁 打 | 三 塁 打 | 本 塁 打 | 塁 打 | 打 点 | 盗 塁 | 犠 打 | 犠 飛 | 四 球 | 死 球 | 三 振 | 併 殺 打 | 打 率 | 出 塁 率 | 長 打 率 | O P S |
| --------- | --------- | ----- | ----- | ----- | ----- | -------- | -------- | -------- | ----- | ----- | ----- | ----- | ----- | ----- | ----- | ----- | -------- | ----- | -------- | -------- | ----- |
| 2017      | 富山      | 68    | 262   | 37    | 71    | 8        | 2        | 1        | 86    | 14    | 14    | 0     | 1     | 23    | 3     | 59    | 2        | .271  | .336     | .328     | .664  |
| 通算：1年 | 通算：1年 | 68    | 262   | 37    | 71    | 8        | 2        | 1        | 86    | 14    | 14    | 0     | 1     | 23    | 3     | 59    | 2        | .271  | .336     | .328     | .664  |

### 背番号
- 7（2017年）
- 122（2018年[16] - 2020年5月31日）
- 63（2020年6月1日[21] - ）